# 상주시 (선거구)
상주시는 대한민국의 옛 국회의원 선거구이다. 당시 경상북도 상주시 지역을 관할했다.

## 역사
1995년 1월, 상주시와 상주군이 통합되면서 통합 상주시가 출범했다. 이에 제15대 국회의원 선거를 앞두고 상주시·상주군 선거구가 상주시 선거구로 개편되었다.
제20대 국회의원 선거를 앞두고 실시된 선거구 개편에 의해서 군위군·의성군·청송군 선거구와 통합되면서 상주시·군위군·의성군·청송군 선거구를 이루게 됨에 따라 폐지되었다.

## 역대 국회의원
| 선거   | 정당 | 정당     | 의원   |
| ------ | ---- | -------- | ------ |
| 1996년 |      | 신한국당 | 이상배 |
| 2000년 |      | 한나라당 | 이상배 |
| 2004년 |      | 한나라당 | 이상배 |
| 2008년 |      | 무소속   | 성윤환 |
| 2012년 |      | 새누리당 | 김종태 |

## 역대 선거 결과

### 대한민국 제15대 국회의원 선거
|  | 35.37% |

|  | 29.74% |

|  | 25.46% |

|  | 7.57% |

|  | 1.82% |

### 대한민국 제16대 국회의원 선거
|  | 54.75% |

|  | 31.15% |

|  | 7.26% |

|  | 6.83% |

### 대한민국 제17대 국회의원 선거
|  | 70.60% |

|  | 29.39% |

### 대한민국 제18대 국회의원 선거
|  | 51.91% |

|  | 42.65% |

|  | 2.95% |

|  | 2.47% |

### 대한민국 제19대 국회의원 선거
|  | 60.60% |

|  | 27.32% |

|  | 9.98% |

|  | 2.08% |

## 같이 보기
- 상주시의 국회의원